# Mitsubishi Ki-67
Il Mitsubishi Ki-67 (三菱 キ67?, Mitsubishi ki rokujūshichi), identificato anche come  Bombardiere pesante Tipo 4  (四式重爆撃機?, Yon-shiki jū bakugekiki) e con il nome popolare Hiryū (in giapponese 飛龍,dragone volante), nome in codice alleato Peggy era un bombardiere medio bimotore ad ala medio-bassa prodotto dall'azienda giapponese Mitsubishi Heavy Industries negli anni quaranta ed usato sia dalla forza aerea dell'esercito che quella della marina imperiale giapponese durante la seconda guerra mondiale.
Benché identificato come bombardiere pesante dal sistema dalle convenzioni dell'esercito imperiale, a una comparazione con un simile modello, lo statunitense Martin B-26 Marauder, il nipponico possedeva una capacità operativa più simile a un bombardiere medio.

## Storia del progetto
Alla fine del 1940 il Kōkū Hombu, dipartimento responsabile dello sviluppo della componente aerea del Dai-Nippon Teikoku Rikugun, l'esercito imperiale giapponese, iniziò a valutare la fornitura di un nuovo velivolo bimotore adatto a sostituire nel ruolo di bombardiere pesante il Nakajima Ki-49 in quel momento in fase di valutazione. Tra le caratteristiche del nuovo modello, concepito per poter operare nel caso di conflitto con l'Unione Sovietica oltre il confine Manciuria-Siberia, erano richieste un'elevata velocità e maneggevolezza, consentendo di utilizzarlo in attacchi in picchiata e di poter sfuggire al fuoco nemico da terra, così come, al contrario di molti modelli giapponesi dell'epoca, di essere dotato di buon armamento difensivo e una cellula adeguatamente rinforzata per resistere ai colpi. Le specifiche definitive, emesse nel febbraio 1941, prevedevano la fornitura di tre prototipi in grado di operare tra i 4 000 e i 7 000 m (13 125-22 965 ft) di quota raggiungendo una velocità massima di 550 km/h, trasportare un carico di 500 kg in bombe da caduta a 500 km dalla sua base, e un carico bellico massimo consistente in 10 bombe da 100 kg, tre da 205 kg o una singola da 500 kg, con un equipaggio normalmente formato da 6 a 8 membri, fino a un massimo di dieci. L'armamento difensivo doveva consistere in tre mitragliatrici calibro 7,7 mm, posizionate nella postazioni anteriore, a destra e a sinistra nella fusoliera, più altre due calibro 12,7 mm nella postazione dorsale e in quella di coda. La propulsione poteva essere scelta tra una coppia di motori, tutti radiali raffreddati ad aria, di Mitsubishi Ha-101 14 cilindri doppia stella da 1 450 hp (1 081 kW), Ha-102, sempre 14 cilindri doppia stella da 1 870 hp (1 394 kW) o Ha-104 18 cilindri doppia stella da 1 900 hp (1 417 kW) ciascuno.
La Mitsubishi diede incarico al suo ufficio tecnico di elaborare un progetto adatto allo scopo, affidandolo a Fumihiko Kawano, responsabile tecnico presso l'azienda e già capo progettista dei Ki-15, Ki-30 e Ki-51. Fumihiko Kawano preferì affidare lo sviluppo ad un gruppo di lavoro diretto dal capo ingegnere Kyūnojō Ozawa, decisione derivata dall'esperienza di quest'ultimo nei progetti di bombardieri pesanti, tra i quali il Mitsubishi Ki-2-II, primo bombardiere dell'esercito imperiale ad adottare un carrello retrattile, il Ki-21, del quale fu coprogettista, e la sua variante Ki-21-II, interamente sviluppata sotto la sua direzione.
Il team disegnò un modello di costruzione interamente metallica, con velatura monoplana ad ala media, collocando convenzionalmente le gondole motore sul bordo d'attacco che oltre a racchiudere i propulsori ricevevano le gambe principali del carrello d'atterraggio retrattili con movimento retrogrado. La fusoliera, dotata di corazzatura, presentava una cabina di pilotaggio sopraelevata a due posti affiancati, un naso ampiamente finestrato e terminava in un impennaggio classico monoderiva. Fin dall'inizio furono previsti serbatoi autosigillanti per combustibile e lubrificante.

## Utilizzatori
Giappone
- Dai-Nippon Teikoku Rikugun Kōkū Hombu
- Dai-Nippon Teikoku Kaigun Kōkū Hombu

 Indonesia
- Tentara Nasional Indonesia Angkatan Udara

## Modellismo
- Hasegawa 1/72 (versione silurante)
- Arii 1/72 (versione bombardiere e silurante)
- Sanger scala 1/48[7]

### Annotazioni
1. ↑  Nel vano bombe interno; alcune versioni Kamikaze erano equipaggiate con un carico bellico di 2 900 kg di bombe.
2. ↑  Vedi anche Bombardiere strategico.

### Fonti
1. ↑  Francillon 1970, p. 191.
2. ↑  (EN) Allied Code Names for Japanese Aircraft, su geocities.com. URL consultato il 4 giugno 2009 (archiviato dall'url originale l'8 agosto 2009).
3. 1 2  Francillon 1970, p. 186.
4. 1 2  Air International, July 1983, p. 28.
5. 1 2  Rickard 2010, Mitsubishi Ki-67 Hiryu (Flying Dragon) 'Peggy'.
6. ↑  Francillon 1970, p. 187.
7. ↑  Sanger Mitsubishi Ki-67 "Peggy" Archiviato il 24 dicembre 2007 in Internet Archive..